# Dichaetomyia bibax
Dichaetomyia bibax este o specie de muște din genul Dichaetomyia, familia Muscidae. A fost descrisă pentru prima dată de Christian Rudolph Wilhelm Wiedemann în anul 1830. Conform Catalogue of Life specia Dichaetomyia bibax nu are subspecii cunoscute.